# Kanasta

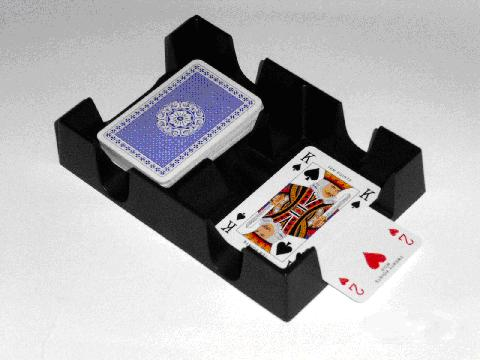
Dva balíčky francouzských hracích karet, používané ve hře kanasta.

Kanasta je karetní hra typu rummy pro 2 až 6 hráčů. Hraje se s několika (obvykle dvěma) balíčky francouzských hracích karet, v každém balíčku jsou karty o hodnotách 2–10, J, Q, K, A ve čtyřech barvách (srdce, kára, piky, kříže) a dva žolíky. Hráči (nebo dvojice hráčů hrající společně) se snaží získat co nejvíce kanast – skupin sedmi karet stejné hodnoty, z nichž až tři mohou být nahrazeny divokými kartami, kterými jsou v kanastě žolíky a dvojky. Každý hráč ve svém tahu táhne jednu kartu z balíčku, vykládá a odloží jednu kartu na odkládací hromádku. Hra končí, když se některý hráč zbaví všech svých karet. Po skončení hry se sečte celkové skóre hráčů, závislé na počtu získaných kanast a na bodovém ohodnocení vyložených karet.
Jedna hra se skládá z několika rozdání a končí tehdy, když některý hráč nebo dvojice získá stanovený počet bodů. Celkovým vítězem se stane hráč nebo dvojice, který získá nejvyšší počet bodů. Původní verze byla určena pro 4 hráče, existují však verze pro 2 až 6 hráčů, které se liší jen nepatrně. Hraje-li 4 nebo 6 hráčů, hrají proti sobě 2 nebo 3 dvojice spoluhráčů, kteří sedí naproti sobě a jejich vyložení a skóre se počítá dohromady, třebaže každý z nich má vlastní ruku karet, kterou spoluhráč nevidí, a navzájem se nedomlouvají. Hraje-li jiný počet hráčů, hraje každý sám.
Existuje mnoho variant kanasty, vzniklých zejména v Severní Americe. Některé z nich se od původních pravidel značně liší.
Název hry je odvozen ze španělského slova canasta – koš.

## Historie kanasty
Kanastu vymysleli v roce 1939 architekt Alberto Serrato a prokurátor Segundo Santos v uruguayském Montevideu. Santos jí později dal název canasta (koš) podle koše, do něhož si ukládali karty. Hra se časem rozšířila do celé Uruguaye, turisté ji zanesli do Argentiny a později do Chile, Peru a Brazílie. Po druhé světové válce se rozšířila i do USA, později díky americkým vojákům sídlícím v Japonsku a Německu i do Asie a Evropy. Vrcholu popularity dosáhla kanasta v 50. letech 20. století.
I přes snahu o standardizaci pravidel vznikl ve druhé polovině 20. století velký počet variant (zejména v Severní Americe), někdy i značně odlišných od původní kanasty. Liší se zejména v počtu používaných balíčků karet, v pravidlech pro tažení karty z odkládací hromádky, v pravidlech pro vykládání, pro ukončení hry i v bodování.
V současnosti se hrají zejména čtyři varianty:
- klasická – téměř nezměněná originální pravidla;
- samba – přidává vykládání postupek;
- hand and foot – největším rozdílem je, že každý hráč má v ruce dvoje karty („ruka“ a „noha“): když vyčerpá ruku, začne hrát s kartami z „nohy“;
- moderní americká – značně odlišné bodování, velké bonusy za kanasty ze sedmiček a es.

Ke každé variantě navíc existuje několik jejích verzí, pojmenovaných zpravidla podle zemí nebo měst v Latinské Americe. Některé verze kombinují dvě nebo více uvedených hlavních variant.

## Pravidla klasické kanasty
Mnoho pravidel je volitelných nebo má více variant, takže je důležité, aby se hráči před první hrou přesně dohodli na tom, podle kterých pravidel budou hrát.

### Karty a rozdání
Hraje-li 2, 3 nebo 5 hráčů, hraje každý hráč sám za sebe. Hraje-li 4 nebo 6 hráčů, hrají proti sobě 2 nebo 3 dvojice spoluhráčů. Spoluhráči sedí naproti sobě. Hraje se s dvěma balíčky francouzských hracích karet, v každém balíčku jsou karty o hodnotách 2–10, J, Q, K, A ve čtyřech barvách (srdce, kára, piky, kříže) a čtyři žolíky (tedy celkem se 108 kartami). Všechny žolíky a dvojky se považují za divoké karty, kterými lze při vykládání nahradit kteroukoli jinou kartu.
Bodové hodnoty karet jsou následující:
| Karta              | Počet bodů |
| ------------------ | ---------- |
| 3♦, 3♥             | 100        |
| 3♣, 3♠, 4, 5, 6, 7 | 5          |
| 8, 9, 10, J, Q, K  | 10         |
| A, 2               | 20         |
| Žolík              | 50         |

Hráč, který bude rozdávat při prvním rozdání, je zvolen losem, při dalších rozdáních se tato funkce střídá po směru hodinových ručiček. Rozdávající zamíchá všechny karty, hráč po jeho pravici je sejme a rozdávající rozdá každému hráči 13 karet.
Zbylé karty zůstanou v balíku lícem dolů uprostřed stolu. První karta z balíku se otočí a stane se první kartou odkládací hromádky. Je-li to divoká karta nebo červená trojka, je balík zmrazen (viz níže). Na ni se otáčejí další karty, dokud nebude první kartou odkládací hromádky jiná karta než trojka (červená nebo černá) nebo divoká karta. Nebo se první karta může nabídnout prvnímu hráči. Když mu vyhovuje, může si ji vzít, jako by ji táhl z balíku.
Každý hráč, který má mezi rozdanými kartami červenou trojku (kára nebo srdce), ji musí okamžitě vyložit na stůl a táhnout za ni novou kartu z balíku do ruky.

### Hra
Hru začíná hráč po levici rozdávajícího, pak pokračuje po směru hodinových ručiček. Hráč ve svém tahu provádí následující akce v uvedeném pořadí:
1. Tažení („koupě“) vrchní karty z balíku. Táhne-li hráč červenou trojku, ihned ji vyloží a táhne další kartu. Splní-li hráč určité podmínky, může si namísto tažení vrchní karty z balíku vzít celou odkládací hromádku.
2. Vyložení skupin karet z ruky nebo přiložení karet k již vyloženým skupinám. Hráč může vyložit nebo přiložit libovolný počet karet. Hráč nemusí vykládat karty, jestliže nechce nebo nemůže.
3. Odložení jedné karty z ruky na odkládací hromádku, nebo odložení červené trojky, když ji hráč (nebo jeho spoluhráč) má na stole. Tím zároveň zmrazí odkládací hromádku na jedno kolo, přičemž začátek kola se chápe jako začátek jeho tahu. Když se hráč dostane opět na tah a není-li odkládací hromádka zmrazena ostatními hráči, hromádka už od této chvíle není zmrazená.

#### Vykládání
Každý hráč nebo dvojice hráčů má své vyložené karty před sebou, odděleně od vyložených karet jiných hráčů nebo dvojic. Hráč může z ruky vyložit skupinu alespoň tří karet stejné hodnoty, přičemž nejméně dvě z nich musí být originální, ostatní mohou být nahrazeny divokou kartou (dvojkou nebo žolíkem). Například skupiny 5-5-2, 8-8-8-2-2-žolík, 9-9-2-2-2 je možné vyložit, ale 4-2-žolík není možné vyložit, protože tato skupina obsahuje jen jednu originální kartu. Někdy platí pravidlo, že ve skupině musí být nejméně o jednu více originálních karet než divokých. Podle tohoto pravidla by tedy skupinu 9-9-2-2-2 nebylo možné vyložit.
Na barvách při vykládání nezáleží (s výjimkou trojek, u nichž se rozlišují červené a černé). Nelze vyložit černé trojky. Černé trojky lze vyložit jen tehdy, když hráč ukončuje hru, a je možné jej nahrazovat divokou kartou (3-3-2).
Kanasta je skupina nejméně 7 karet stejné hodnoty, z nichž jsou nejméně 4 karty originální. Kanasta složená pouze z originálních karet se nazývá čistá (přirozená, červená), zatímco kanasta obsahující divoké karty se nazývá smíšená (špinavá, černá). Často bývá zvykem hotovou kanastu shrnout na jednu hromádku, na jejímž vrchu je červená karta u čisté kanasty a černá u smíšené (je-li to možné).

### První vyložení
Pokud hráč nebo dvojice hráčů vykládá v tomto kole poprvé, musí vyložené karty dosáhnout určité bodové hodnoty, která závisí na skóre tohoto hráče nebo dvojice dosažené v minulých kolech:
| Skóre       | Minimální počet bodů |
| ----------- | -------------------- |
| Méně než 0  | 15                   |
| 0 – 1495    | 50                   |
| 1500 – 2995 | 90                   |
| 3000 – 4995 | 120                  |
| 5000 a více | 150                  |

Příklad: Dosáhl-li hráč skóre 1600 bodů a v tomto kole vykládá poprvé, nemůže vyložit 5-5-5, Q-Q-Q-2 bez dalších skupin, protože by dosáhl jen 65 bodů a potřebuje 90. Mohl by vyložit 5-5-5, A-A-A-2, protože tím dosáhne 95 bodů. Kdyby jeho dosažené skóre bylo nižší než 1500, mohl by vyložit obojí; kdyby však dosáhl více než 3000 bodů, nemohl by vyložit ani jedno.

#### Sebrání odkládací hromádky
Na začátku svého tahu hráč může namísto tažení karty z balíku vzít celou odkládací hromádku, ale jen za následujících podmínek:
- Je-li hromádka zmrazena (byla odložená divoká karta některým z ostatních hráčů v posledním kole), musí mít v ruce dvě karty stejné hodnoty jako vrchní karta hromádky (ne divoké). Ty pak spolu s vrchní kartou vyloží a vezme si zbytek hromádky.
- Nemá-li hráč nebo dvojice ještě vyloženo, platí stejné pravidlo, jako když je hromádka zmrazena, a navíc musí dosáhnout potřebné bodové hodnoty karet pro první vyložení (viz předchozí odstavec) pouze s použitím vrchní karty hromádky a svých karet v ruce. Teprve po vyložení si může vzít zbytek hromádky.
- Není-li hromádka zmrazena a hráč nebo dvojice už má po prvním vyložení (nebo musí prvně vyložit hned teď bez použití vrchní karty), pak si může vzít hromádku tehdy, může-li vrchní kartu vyložit s alespoň dvěma kartami z ruky (jedna může být divoká) nebo přiložit k již vyložené skupině karet stejné hodnoty.
- Hromádku nelze vzít, je-li na vrchu divoká karta, červená nebo černá trojka.

#### Ukončení hry
Hráč může ukončit hru zbavením se všech svých karet v ruce jen tehdy, má-li nejméně jednu kanastu čistou nebo špinavou. Ukončit hru může buď vyložením všech svých karet kromě jedné, kterou odloží na hromádku odložených karet opačnou stranou. Pro tento účel hráč nemůže použít červenou trojku. Při ukončení hry (a jedině tehdy) mohou být vyloženy černé trojky, přičemž může k nim být použita i divoká karta. Ihned poté, co se hráč zbaví všech karet, toto kolo končí. Hru nelze ukončit, jestliže je hromada zmrazena, nebo předchozí hráč odložil černou trojku.
Hraje-li se ve dvojicích, hráč se před ukončením může zeptat spoluhráče, zda souhlasí s ukončením. Jeho odpovědí se musí řídit (pokud spoluhráč odpoví „ano“, musí kolo ukončit, odpoví-li „ne“, nesmí kolo ukončit).
Je-li balík vyčerpán a některý hráč má táhnout kartu (včetně případu, kdy táhl a vyložil červenou trojku a pak už v balíku nic nezbylo), pak kolo okamžitě končí a hráč už nemůže vykládat. Může-li si hráč v takové situaci vzít vrchní kartu z odkládací hromádky, musí to udělat.

### Bodování
Na konci kola se každému hráči nebo dvojici přičtou body za všechny vyložené karty a za bonusy dle následující tabulky a odečtou se body za karty, které hráči zbyly v ruce.
| Ukončení kola                             | 300       |
| Skryté ukončení kola                      | 100 navíc |
| Skrytá kanasta (vyložená najednou z ruky) | 100 navíc |
| Čistá kanasta                             | 500       |
| Smíšená kanasta                           | 300       |
| První až třetí červená trojka             | 100       |
| Čtvrtá červená trojka                     | 500       |

Skryté ukončení kola znamená, že hráč ukončí kolo ve stejném tahu, v němž uskutečnil první vyložení.
Za všechny čtyři červené trojky je tedy 800 bodů (po 100 za první až třetí, 500 za čtvrtou).
Jestliže hráč nebo dvojice v tomto kole vůbec nevyložila, pak se bonusy za její červené trojky odečítají, nikoli přičítají.
Celá hra končí po kole, v němž hráč nebo dvojice dosáhla 5000 bodů. Vítězem je hráč nebo dvojice s nejvyšším počtem bodů.

### Variace

#### Variace bodování
- Lze hrát do dosažení více než 5000 bodů a zvyšovat požadovanou bodovou hodnotu karet při prvním vyložení po dosažení určitého počtu bodů (na 150 bodů nebo lze požadovat rovnou vyložení kanasty).

Například: Hraje se do 10000 bodů, kde při dosažení 5000 až 9995 bodů, je nutné prvně vykládat 150 bodů (kanasta se vždy počíta). V této variantě se musí na začátku rozdávat 13 karet (oproti 11).
- Za třetí červenou trojku lze dávat 200 bodů a za čtvrtou 400. Pak za získání jedné červené trojky bude 100, za dvě 200, za tři 400 a za čtyři 800 bodů.
- Za vyloženou skupinu čtyř černých trojek lze přičítat 100 bodů, pak se za jednotlivé černé trojky nepřičítá 5 bodů. Je možné zacházet s černými trojkami jako s červenými, ale pak se červené a černé trojky počítají odděleně. Při této variantě může a nemusí zůstat černým trojkám možnost zabraňovat sebrání odkládací hromádky, jsou-li navrchu.
- Za černou trojku, která hráči zůstane v ruce po skončení kola, lze odečítat 100 bodů namísto 5.

#### Další variace
- Často se rozdává jiný počet karet než 11 (obvykle 13 nebo 15). Někdy se mění i počet karet, které hráč táhne ve svém tahu, v závislosti na počtu hráčů (čím více hráčů, tím méně karet).
- Odkládací hromádka může být vždy zmrazena, aby bylo její braní obtížnější.
- Ve vyložené skupině musí být vždy více originálních než divokých karet. Například skupina 9-9-9-2-2-žolík tomuto pravidlu neodpovídá.
- Lze vyžadovat, aby hráč ukončující hru získal aspoň dvě kanasty (lze přidat podmínku, aby nejméně jedna nebo obě musely být čisté). Toto pravidlo téměř znemožní skryté uzavření kola, ale je to stále možné tak, že hráč při prvním vyložení vezme odkládací hromádku a poskládá z ní dvě kanasty. Je vhodné zvýšit bonus za skryté uzavření kola na 250 nebo 500 bodů, aby se tím vyrovnalo jeho ztížení.
- Je-li balík vyčerpán, je možné pokračovat ve hře tak, že nový balík vznikne otočením odkládací hromádky lícem dolů. Teprve jsou-li balík i odkládací hromádka vyčerpány, hra končí podle výše uvedených pravidel.
- Lze hrát s mírně odlišným balíčkem karet, např. jiný počet žolíků (0, 2 nebo 6) nebo jen 7 karet každé vyložitelné hodnoty.
- Hráč může na začátku tahu táhnout dvě karty místo jedné. Tím se hra urychlí a sníží se důležitost braní odkládací hromádky. Uplatňuje se zejména při hře dvou hráčů.
- Vezme-li rozdávající hráč při rozdávání z balíčku najednou přesně tolik karet, kolik má rozdat hráčům, získává bonus 100 bodů.
- Lze vyžadovat, aby i hráči se záporným počtem bodů poprvé vykládali na 50 bodů.
- Verze zvaná Canasta Caliente: v každém balíčku je 55 karet, mezi nimi je jedna speciální karta caliente (španělsky „horký“). Může ji reprezentovat např. odlišný žolík. Hráč ji může zahrát, má-li vyloženo méně skupin než protihráči. Když ji zahraje, táhne z balíku tolik karet, aby měl v ruce stejný počet karet jako na začátku hry, ale ztrácí 100 bodů. Je-li caliente odhozena, funguje jako černá trojka (tj. další hráč nesmí vzít odkládací hromádku). Zbude-li hráči po skončení kola na ruce, zdvojnásobí se počet bodů, které hráč ztrácí za zbylé karty na ruce (zbudou-li mu dvě caliente, tento počet se ztrojnásobí, ne zečtyřnásobí).
- Divoká kanasta - kanasta složená pouze z divokých karet s hodnotou 1000 bodů.

## Původní pravidla kanasty
Původní pravidla kanasty, hrané v Uruguayi, jsou téměř stejná s následujícími odlišnostmi:
- Vyložená skupina nesmí obsahovat více než tři divoké karty.
- I u hráčů se záporným počtem bodů je minimální limit pro první vyložení 50 bodů.
- Ukončuje-li hráč kolo, musí mu na ruce zbýt jedna karta, kterou odloží na odkládací hromádku.
- Je-li balík vyčerpán, obrátí se odkládací hromádka a hra pokračuje.
- Bonusy při bodování jsou následující:

| Ukončení kola                                           | 100 |
| Smíšená kanasta                                         | 300 |
| Čistá kanasta                                           | 500 |
| Divoká kanasta                                          | 700 |
| Červená trojka, má-li jich hráč nebo dvojice méně než 4 | 100 |
| Červená trojka, má-li hráč nebo dvojice všechny 4       | 200 |

Divoké kanasty jsou kanasty složené jen z divokých karet.
- Nezíská-li hráč nebo dvojice do ukončení kola ani jednu kanastu, pak se mu všechny body za vyložené karty a červené trojky a body za karty, které mu zbyly po skončení kola na ruce, odečítají.
- Podaří-li se některému hráči nebo dvojici získat 7 kanast v jednom kole, pak ihned získává 5000 bodů a tím automaticky vítězí.

## Kanasta pro dva nebo tři hráče
Při hře dvou nebo tří hráčů hraje každý hráč sám za sebe. Každý hráč na začátku kola dostává 13 karet při hře tří hráčů a 15 při hře dvou hráčů. Při hře dvou hráčů může platit, že hráč táhne na začátku svého tahu dvě karty. Při tomto pravidle také platí, že hráč nemůže ukončit kolo, nemá-li aspoň dvě kanasty.
Pro strategii ve hře tří hráčů (stejně jako ve hře pěti hráčů) je důležité, že hráč může přijít o odkládací hromádku bez vlastní viny, když protivník, který netáhne hned před ním, odloží kartu, která se hodí následujícímu protivníkovi. Při hře dvou hráčů nebo dvojic hráčů může hráč nebo dvojice přijít o odkládací hromádku jen tehdy, když on sám nebo spoluhráč odhodí kartu, která se hodí protivníkovi.

## Samba a Bolivia
Samba je jedna z nejstarších variant kanasty. V literatuře je popsána již v 50. letech 20. století. Je připisována Johnu R. Crawfordovi, americkému trojnásobnému mistru světa v bridži a hráči vrhcábů. Od klasické kanasty se liší v následujících pravidlech:
- Hraje se se třemi balíčky karet namísto dvou (tedy celkem se 162 kartami).
- Lze vykládat také postupky (sekvence), tedy skupiny po sobě jdoucích karet stejné barvy (např. 5-6-7, 10-J-Q). Sedmikartová postupka se nazývá samba nebo escalera a je za ni 1500 bodů. Pro účely ukončení kola se považuje za kanastu.
- Kanasta může obsahovat nejvýše dvě divoké karty, samba vůbec nesmí obsahovat divoké karty. Variantou je, že ve vyložené skupině musí být nejméně dvakrát více originálních karet než divokých.
- Hráč na začátku tahu táhne dvě karty.
- Hru může ukončit jen hráč nebo dvojice, který má aspoň dvě kanasty, z nichž jedna musí být samba nebo čistá kanasta (některé varianty však připouštějí i ukončení se dvěma smíšenými kanastami).
- Odkládací hromádka je neustále zmrazena. Variantou je, že nelze brát odkládací hromádku při přiložení vrchní karty k postupce, jen ke skupině karet stejné hodnoty. V této verzi platí, že je možné přiložit vrchní kartu k vyložené postupce, ale hráč pak nebere zbytek hromádky. Někdy se rozlišuje zmrazená a nezmrazená hromádka, ale i nezmrazenou hromádku lze brát jen po vyložení vrchní karty se dvěma originálními z ruky nebo po jejím přiložení k vyložené skupině.
- Hraje se do 10000 bodů. Po dosažení 7000 bodů je limit pro první vyložení 150.
- Bodování červených trojek se různí. V jedné verzi je čtvrtá červená trojka za 500, pátá a šestá shodně za 200. V jiné je každá červená trojka za 100, ale všech šest dohromady je za 1000.
- Varianta nazývaná Sitoumussamba (finsky kontraktová samba) kombinuje licitaci z bridže s herním stylem Samby. Při licitaci se strany zavazují dosáhnout určitého minimálního skóre.

Bolivia se hraje stejně jako Samba s následujícími rozdíly:
- Jsou povoleny kanasty složené jen z divokých karet (tzv. divoká kanasta nebo Bolívie), které jsou za 2500 bodů.
- Postupkové kanasty (zde se nazývají vždy escalera) jsou někdy jen za 1000 bodů.
- Hraje se obvykle do 15000 bodů.
- V některých variantách (někdy nazvaných podle jiných míst v jižní Americe) se za divoké kanasty dává různý počet bodů podle toho, co přesně obsahují (kanasta jen z dvojek může být cennější než kanasta z dvojek a žolíků, za všech šest žolíků v jedné kanastě může být zvláštní bonus).

## Hand and Foot
Hand and Foot (anglicky Ruka a noha) je varianta kanasty, která vznikla pravděpodobně v severní Americe v 80. letech 20. století. Někdy se považuje za samostatnou hru, ne za variantu kanasty. Podle některých hráčů je vhodnější pro začátečníky než klasická kanasta. Důležitými rozdíly oproti ní jsou:
- Hraje se obvykle ve dvojicích (2 až 4 dvojice).
- Hraje se s více balíčky karet (4 až 6, obvykle o jeden balíček víc než počet hráčů). Díky většímu počtu karet je jednodušší vytvářet kanasty, což značně mění strategii.
- Každý hráč dostane karty do dvou rukou, jednu z 11 a jednu z 13 karet. Obvykle se jim říká „ruka“ a „noha“. Jako první hráč hraje s rukou, jejíž nejnižší karta je nižší. Když z ní odehraje všechny karty, vezme karty z druhé ruky a pokračuje. Jestliže z ní odloží poslední kartu, pokračuje s kartami z druhé ruky od svého příštího tahu.
- Každý hráč táhne ve svém tahu dvě karty z balíku (odhazuje jen jednu).
- Dvojice nemůže ukončit kolo, dokud každý její člen neodehrál aspoň jednu kartu z druhé ruky a všechny trojky nebyly odloženy. Počet kanast nutných k uzavření kola se liší. Mohou to být dvě červené a tři černé, nebo dvě černé a tři červené. Někdy se povoluje i divoká kanasta, pak může být požadována jedna černá, jedna červená a jedna divoká kanasta. Při hře jednotlivých hráčů se vyžaduje jedna červená a jedna černá kanasta.
- Nelze brát karty z odkládací hromádky. V některých verzích se připouští braní karty k dvojici originálních karet, ale i pak si hráč může z hromádky vzít nanejvýš 7 karet.
- Černé trojky nejsou za žádné body, takže jsou použitelné jen k odložení. Hráč nesmí ukončit kolo, má-li nějakou v ruce. Totéž platí pro červené trojky. Za ty se navíc odečítá 500 bodů za každou, která hráči zbyla v ruce po skončení kola.

### Varianty
- Do ruky i do nohy se rozdává 11 (někdy 13) karet.
- Namísto rozdání karet rozdávající hráč jen zamíchá balík a položí ho na stůl. Každý hráč, počínaje hráčem po levici rozdávajícího, si z něj vezme hromádku karet a rozdělí ji na ruku a nohu, každá obsahuje 11 karet. Pokud si vzal přesně 22 karet, jeho dvojice dostává bonus 100 bodů. Jinak vrátí zbylé karty do balíku nebo si z něj dolízne potřebný počet. Poté, co si každý hráč vezme 11 karet do obou rukou, hra začíná.
- Po rozdání (ale před podíváním se na karty) každý hráč otočí vrchní kartu každé ruky. Pak si jednu ruku zvolí jako „nohu“ a druhou pošle hráči po levici. Pak si každý hráč vezme karty, které mu byly poslány zprava, a hraje s nimi jako s „rukou“.
- Hraje-li hráč už s „nohou“ a může zahrát vrchní odhozenou kartu, pak si může vzít celou odkládací hromádku místo dvou karet z balíku. To je jediná možnost, jak vzít odložené karty. Téměř jistě tím však hráč získá několik červených trojek, což je riskantní, pokud soupeři mohou brzy ukončit kolo.
- Hráč hrající už s „nohou“ se může vzdát odložení karty na konci tahu (zbytek tahu probíhá normálně). Díky tomu nemusí ukončovat hru, i když mu po vyložení zbyla jen jedna karta, nemusí přijít o pár, odložit kartu hodící se soupeřům atd.
- Pravidla pro ukončení kola se značně liší. Ve všech verzích se vyžaduje určitý počet kanast, obvykle určitých typů (čisté, smíšené, divoké). Některé verze vyžadují, aby oba spoluhráči už hráli s nohou, jiné umožňují ukončit, i když partner hraje ještě s rukou (ačkoli body v noze se také odečítají, někdy se za trest odečítá 100 bodů navíc). Někdy neplatí pravidlo, že nelze mít trojky nebo že musí být zahrána aspoň jedna karta z nohy. Navíc některé verze vyžadují žádost o povolení spoluhráče k ukončení hry, jiné ji zakazují, další ji umožňují (jako v klasické kanastě).
- Čistá kanasta nesmí mít více než 7 karet, zatímco smíšená může neomezeně narůstat, dokud obsahuje více originálních karet než divokých.
- V některých verzích jsou osmičky jen za 5 bodů. Černé trojky bývají někdy za 5 bodů, i když se nedají vyložit. Červené trojky mohou také být za různý počet bodů, obvyklými jsou 500 a 100.

## Americká kanasta
Tato kanasta je široce rozšířená zvláště v USA a byla to oficiální turnajová verze Americké kanastové asociace. Kvůli své složitosti a poměrně přísným bodovacím pravidlům, která dávají velké postihy za některá vyložení, která jsou v jiných verzích přijatelná nebo dokonce výhodná, to není nejlepší verze pro začátečníky, na rozdíl od klasické kanasty nebo Hand and Foot. (Na druhou stranu se v nich hráč může naučit zvykům, které jsou v americké kanastě špatné.)
Rozdíly oproti klasické kanastě jsou:
- Hrají vždy dvě dvojice hráčů proti sobě.
- Každý hráč dostane 13 karet. Po rozdání se vedle balíku položí lícem dolů dvě skupiny karet, jedna ze čtyř karet a jedna ze tří (tzv. talony nebo křídla). Tyto karty se až do konce kola nepoužijí ani neukážou. Jejich účelem je zavést určitou nejistotu, týkající se karet v balíku.
- Hráč táhne jen jednu kartu. K uzavření kola se vyžadují dvě kanasty. Hraje se do 8500 bodů.
- Limit pro první vyložení je následující:

| Skóre         | Minimální počet bodů |
| ------------- | -------------------- |
| Méně než 3000 | 125                  |
| 3000 – 4995   | 155                  |
| 5000 a více   | 180                  |

- V prvním vyložení musí být aspoň jedna skupina složená ze tří originálních karet.
- Vyložení úplné kanasty se vždy považuje za splnění podmínky pro první vyložení.
- Odkládací hromádka je vždy zmrazena. Často není povoleno brát odkládací hromádku při prvním vyložení. Pokud to je povoleno, musí se při prvním vyložení nejprve vyložit a pak vzít hromádku (to platilo na turnajích). Pak lze hromádku vzít na dvě originální karty stejné hodnoty jako vrchní karta, které buď byly vyloženy, nebo je má hráč v ruce poté, co splnil limit pro první vyložení.
- Nelze odkládat trojky, kromě posledního odložení při ukončení hry. Totéž platí pro divoké karty. Je-li odkládací hromádka prázdná, nelze odložit eso ani sedmičku. Pokud by podle tohoto pravidla hráč nemohl odložit žádnou kartu, musí odložit eso nebo sedmičku, nemá-li, pak divokou kartu (nikdy trojku). Soupeř ho pak může vyzvat, aby mu ukázal karty, aby se přesvědčil, že opravdu nemohl odložit nic jiného.
- Červené i černé trojky lze vykládat jako prémiové na stůl, tak jako červené trojky v klasické kanastě. Není to však povinné. Hráč, který vyloží trojku, táhne náhradní kartu.

### Vykládání
- Skupiny bez sedmiček a es se vykládají jako v klasické kanastě až na to, že mohou obsahovat nejvýše dvě divoké karty.
- Je zakázáno vykládat skupiny více než 7 karet, stejně jako dvě různé skupiny stejné hodnoty u jednoho týmu.
- Nelze vykládat postupky.
- Nelze vykládat sedmičky s divokými kartami. Kanasta ze sedmiček je za 2500 bodů namísto 500. Pokud však dvojice tuto kanastu nedokončí, ztrácí 2500 bodů. Zůstanou-li někomu tři nebo více sedmiček v ruce, ztrácí 1500 bodů.
- Pro esa platí totéž co pro sedmičky, s jedinou výjimkou: jsou-li esa v prvním vyložení dvojice, lze je vyložit s divokými kartami. Pokud se tak stane, neplatí pro ně žádná zvláštní pravidla. Pokud k tomu nedojde, platí pro esa totéž co pro sedmičky, včetně bodových postihů.
- Lze vykládat skupiny jen divokých karet. Bonus za kanastu složenou jen z divokých karet činí:

| Složení kanasty      | Bonus |
| -------------------- | ----- |
| Samé dvojky          | 3000  |
| Všechny čtyři žolíky | 2500  |
| Ostatní              | 2000  |

Pokud však dvojice vyloží divoké karty, ale tuto kanastu nedokončí, ztrácí 2000 bodů.
- Hráč může jako první a jediné vyložení své dvojice vyložit speciální ruku. To je přesně 14 karet, které hráč může mít v ruce po tažení karty ve svém tahu. V tom okamžiku kolo končí a dvojice získává jen bonus za tuto ruku (neodečítají se body za karty v ruce spoluhráče). V tomto tahu také hráč neodkládá kartu; jindy musí odložit vždy, i když ukončuje kolo. Běžně se přijímají následující speciální ruce:
  - straight – jedna karta od každé hodnoty včetně trojky (proto si hráč smí nechat trojku na ruce) a žolík (3000 bodů)
  - páry – sedm párů, mezi nimiž buď nejsou divoké karty (2500 bodů), nebo jsou dvojky, sedmičky a esa současně (2000 bodů)
  - odpad – dvě čtveřice a dvě trojice, mezi nimiž nejsou divoké karty ani trojky (2000 bodů)

### Varianty bodování
- Někdy se používá následující bodování trojek: 100 za jednu v určité barvě (červená nebo černá), 300 za dvě, 500 za tři, 1000 za čtyři; červené a černé trojky se počítají zvlášť. Tyto body se odečítají, pokud dvojice nezískala žádnou kanastu (v tom případě se odečítají i za trojky v ruce), nepočítají, má-li dvojice jen jednu kanastu, a přičítají, má-li dvě nebo více kanast.
- Nemá-li dvojice na konci hry ani jednu kanastu, odečítají se jí všechny body za vyložené karty, plus všechny výše uvedené postihy.